# Альбер Клод
Альбер Клод (фр. Albert Claude) (23 серпня 1899, Лонгльє, Бельгія — 22 травня 1983, Брюссель) — бельгійський та американський вчений-біохімік.
Народився і помер у Бельгії, 20 років (1929—1950) жив у США, зберігши до кінця життя подвійне громадянство. Альбер Клод перетворив цитологію — дисципліну, що описує будову живої клітини, на справжню науку. Одним з перших застосував метод диференційованого центрифугування для дослідження субклітинних структур. Вперше почав використовувати в біології електронний мікроскоп. Показав чіткий зв'язок між структурою, функцією і місцем розташування в клітині того чи іншого клітинного елемента. Так, він виявив дихальну функцію мітохондрій. Професор Брюссельського і Рокфеллерівського університетів. Він був членом Французької та Бельгійської медичних академій і почесним членом Американської академії наук і мистецтв.
У 1974 році, спільно з двома колегами ( Георгом Паладе та Крістіаном де Дювом) отримав Нобелівську премію з фізіології та медицині «за відкриття, що стосуються структурної і функціональної організації клітини».